# Polittico di Ornica
Il Polittico di Ornica conosciuto anche come il polittico di Sant'Ambrogio è formato da quattordici tavole  dipinte a olio di Cima da Conegliano, e presso chiesa parrocchiale di Sant'Ambrogio di Ornica.

## Storia
Giovanni Battista, meglio conosciuto con il nome del suo paese d'origine: Cima da Conegliano, si era trasferito a Venezia nel 1492 dove aveva aperto una bottega e dove aveva realizzato molte opere per le provincie. La sua presenza artistica viene riconosciuta solo nel Settecento, e fino a quel tempo i suoi lavori furono assegnati al Bellini, probabile suo maestro, o ad altri pittori del tardo Quattrocento.
Se non fosse per i tanti migranti che per sfuggire alla miseria si spostarono dopo il 1428, quando Venezia divenne dominante sul territorio bergamasco, nella laguna in cerca di fortuna, non si spiega come fosse possibile che un artista con la bottega a Venezia possa aver realizzato opere d'arte tanto importanti per alcuni paesi tanto lontani e dislocati anche dall'urbano di Bergamo nonché con un numero tanto piccolo di abitanti.. Questi migranti diventati poi commercianti, avendo acquistato una certa fortuna, commissionavano agli artisti veneziani pitture sacre per le chiese dei luoghi d'origine non solo per abbellirle ma anche come testimonianza di una certa buona posizione sociale ormai acquisita. Queste opere sono chiamate tesori degli emigranti e hanno consegnato un'importante ricchezza artistica alla val Brembana e val Seriana. I migranti conoscevano l'importante sviluppo artistico del rinascimento veneziano, ma conoscevano anche la semplicità dei personaggi del territorio d'origine, chiedevano quindi agli artisti a cui commissionavano le opere,  decorazioni ricche, in oro, con pannelli di facile interpretazione, e gli artisti si adeguavano a queste richieste proponendo opere di alto valere artistico ma che avevano ancora quell'impronta ormai superata a Venezia.
La realizzazione dei politici rispondeva anche a esigenze pratiche, erano infatti questi più facilmente trasportabili e poi ricomponibili una volta giunti a destinazione. La dedicazione a sant'Ambrogio ricorda che la chiesa era anticamente inserita nell'Arcidiocesi di Milano, e dal 1787 in quella di Bergamo.

## Descrizione
Il polittico si compone di tredici pannelli disposti su tre ordini coronati dalla cimasa e inseriti nella cornice originale, e riprendono lo stile gotico della chiesa quattrocentesca modificata poi nel Settecento.
L'ordine inferiore ospita centrale l'immagine di sant'Ambrogio raffigurato con il pastorale e il flagello simbolo della opera castigatrice dell'eresia, sul lato sinistro sant'Antonio abate con il bastone completo di campanello e a fianco san Giovanni Battista con la pelle di pecora a ricordo del periodo nel deserto; corrispondente sul lato destro i santi Pietro con le chiavi e Paolo con un libro. Il registro superiore ospita centrale l'immagine della Madonna col Bambino, la Vergine regge sulle ginocchia il Bambino benedicente che sta in piedi e dietro di loro un drappo rosso a indicare il dolore delle loro vita. A sinistra santa Caterina d'Alessandria con la ruota e san Gerolamo negli abiti da eremita; sul lato destro san Giacomo Maggiore con la croce e santa Chiara d'Assisi. 
L'ordine superiore centrale l'immagine di Cristo in pietà, con i segni del martirio. Laterale l'angelo annunziante e la Vergine annunciata. Conclude la tavola della cimasa con Dio padre benedicente. Questa è la sola tavola non dorata ma su fondo azzurro proprio per indicare la sua presenza nell'Empireo il più alto dei cieli.